# Winchester, Illinois
Winchester là một thành phố thuộc quận Scott, tiểu bang Illinois, Hoa Kỳ. Năm 2010, dân số của thành phố này là 1593 người.

## Dân số
Dân số qua các năm:
- Năm 2000: 1650 người.
- Năm 2010: 1593 người.